# Champ de glace
Ne doit pas être confondu avec Inlandsis ou Calotte glaciaire.

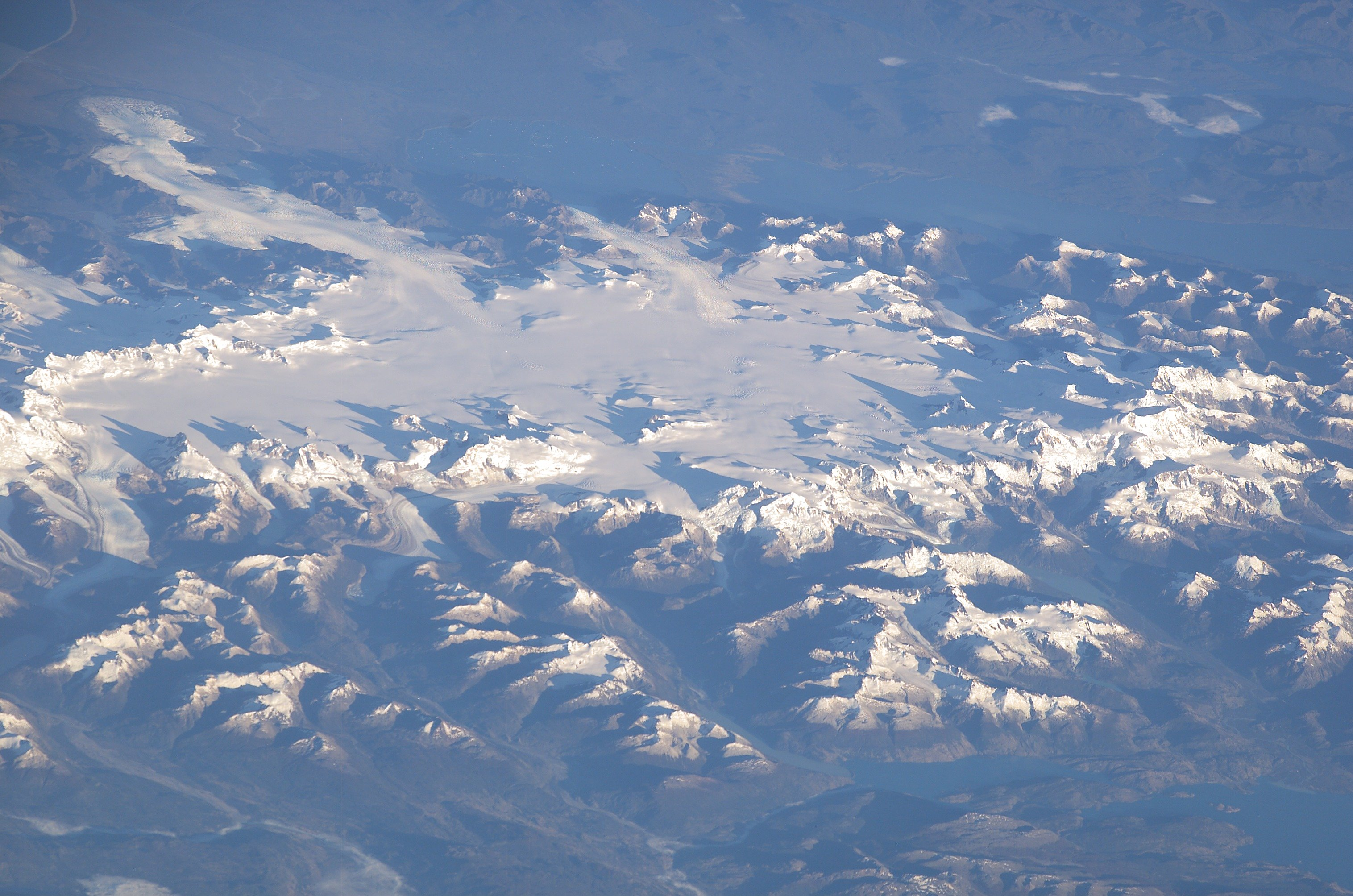
Image satellite du champ de glace Nord de Patagonie.

Un champ de glace est une zone de moins de 50 000 km2 de glace qui se retrouve souvent dans les climats plus froids et à des altitudes élevées où les précipitations sont suffisantes. Il s'agit d'une vaste zone de glaciers de vallée interconnectés dont les plus hauts sommets s'élèvent comme nunataks.
Les champs de glace sont plus grands que les glaciers alpins, plus petits que les inlandsis et proches des calottes glaciaires. La topographie des champs de glace est déterminée par la forme des reliefs qu'ils recouvrent.

## Formation
Les champs de glace se forment par accumulation de neige, qui devient de la glace par compression. En raison de leur masse, les champs de glace se forment habituellement sur de grandes surfaces qui sont au-dessus de bassins ou de plateaux permettant ainsi un continuum de glace sur le paysage qui n'est pas interrompu par des canaux glaciaires. Les glaciers se forment habituellement sur les bords des champs et servent à évacuer la glace en surplus grâce à la gravité.
Un champ de glace est donc contraint par la topographie contrairement à une calotte glaciaire. Il s'en distingue également par le fait qu'il ne possède pas une forme caractéristiques en dôme.

## Dans le monde

### Asie
Il existe une poignée de champs de glace dans l'Himalaya et dans les montagnes de l'Altaï (la chaîne frontalière entre les Républiques d'Asie centrale et la Chine). Un champ de glace inattendu est situé dans la vallée de Yolyn Am, une vallée située à l'extrémité nord du désert de Gobi.

### Europe
Les seuls champs de glaces d'Europe continentale sont en Norvège (par exemple dans les parcs de Jostedalsbreen, Dovrefjell ou Jotunheimen). En marge du continent le mont Elbrouz dans le Caucase russe est également recouvert d'un champ de glace de 112 km2 alimentant 22 glaciers.
Au-delà de la partie continentale de l'Europe, il existe des champs de glace importants en Islande, au Svalbard et dans l'Archipel François-Joseph et des plus petits sur Jan Mayen et la Nouvelle-Zemble.

### Amérique du Nord
L'un des champs de glace nord-américains les plus célèbres est le champ de glace Columbia situé dans les montagnes Rocheuses, entre Jasper et Banff, dans l'Alberta. Facile d'accès par la route, il est l'un des plus visités en Amérique du Nord, mais il est en fait un champ de glace relativement peu étendu dans l'immensité des montagnes.
Un grand nombre de champs de glace particulièrement vastes se trouvent dans la chaîne Côtière, la chaîne d'Alaska, et les montagnes Chugach en Alaska, en Colombie-Britannique et dans le Territoire du Yukon. Les 6 500 km2 de la calotte glaciaire Stikine (située entre la rivière Stikine et de la rivière Taku) et les 2 500 km2 du champ de glace Juneau (situé entre le Canal Lynn et la rivière Taku), tous deux à cheval sur la frontière entre la Colombie-Britannique et l'Alaska.
Plus au nord, la calotte glaciaire de Kluane alimente les immenses glaciers Malaspina et Hubbard ainsi que la calotte glaciaire Bagley à cheval sur la Colombie-Britannique, les Territoires du Yukon et de l'Alaska. Elle entoure la chaîne Saint-Élie dont le mont Saint-Élie et le mont Logan, elle s'étend à l'ouest jusqu'à la rivière Copper.
Il existe aussi de grands champs de glace situées dans la péninsule Kenai la région des monts Chugach, tels que les champs Sargent Icefield (en) et Harding Icefield (en). Tout au long de la chaîne de l'Alaska se trouvent aussi des champs de glace de grande taille (y compris celui entourant le mont McKinley), qui sont pour la plupart sans nom.

### Amérique du Sud
En Amérique du Sud, il existe deux principaux champs de glace, le champ de glace Nord de Patagonie et le champ de glace Sud, partagés par le Chili et l'Argentine. Il se trouve aussi un petit champ de glace sur la partie occidentale de la Terre de Feu.